# Telescópio Samuel Oschin
O telescópio Samuel Oschin (também chamado Oschin Schmidt) é uma câmera Schmidt com abertura de 48 polegadas (1,22 metros) no Observatório Palomar no norte do condado de San Diego, na Califórnia. Ele consiste de uma placa corretora Schmidt de 49,75 polegadas e um espelho de 72 polegadas. Ele originalmente usava chapas fotográficas de vidro de 10 e 14 polegadas.
A construção do telescópio Schmidt começou em 1939 e foi concluída em 1948. Foi nomeado de telescópio Samuel Oschin em 1986, anteriormente ele foi chamado apenas de Schmidt de 48 polegadas.

## Descobertas
O telescópio Oschin foi o responsável pela descoberta de 90377 Sedna em 14 de novembro de 2003 e Éris, o "décimo planeta" em 5 de janeiro de 2005 a partir de imagens obtidas em 21 de outubro de 2003. A peculiar supernova tipo Ia SN 2002cx foi descoberta com o telescópio Oschin em maio de 2002, às 12,21 UTC. Outras descobertas incluem 90482 Orco (em 2004) e 50000 Quaoar (em 2002), os dois são grandes objetos transnetunianos.
Em junho de 2011, foi relatado que o telescópio descobriu 6 supernovas localizadas a oito bilhões de anos-luz de distância da Terra, cuja composição carece de hidrogênio. Isso é diferente de supernovas normal, e contribuirá para a pesquisa de formação de estrelas.